# 여모
여모(呂母, ? ~ 18년)는 중국 신나라 때의 사람으로, 신나라 말기 민중 반란의 지도자이다. '여모'라는 이름은 여씨의 어머니라는 뜻으로, 성과 이름은 알려져 있지 않다. 낭야군(琅邪郡) 해곡현(海曲縣) 사람이다.
천봉 원년(14년), 해곡현의 관리이던 그녀의 아들 여육(呂育)이 작은 죄를 저질렀는데, 해곡현의 현재(縣宰)가 이를 치죄하여 죽였다. 여모는 이에 현재를 원망하여 그에게 복수할 것을 계획하였다. 그녀는 집안의 재산을 풀어 도검과 옷을 사고, 바다 한가운데의 섬으로 들어가 사람들을 불러모아, 몇 년 뒤에는 그 수가 수천 명에 이르렀다. 이에 여모는 스스로 장군이라 칭하며 수천의 병사를 이끌고 해곡현을 함락하여 현재를 붙잡았다. 현의 여러 관리들이 머리를 조아리며 현재의 목숨을 살려줄 것을 요청하였으나, 그녀는 "내 아들이 작은 죄를 저질렀으나 죽을 죄는 아니었는데, 현재에게 죽임을 당하였다. 사람을 죽였으면 마땅히 죽어야 하는데 어찌 살려달라 청하는가?"라고 하며, 해곡현의 현재를 참수하여 아들의 무덤 앞에서 제사를 지내고 다시 섬으로 들어갔다.
천봉 5년(18년), 번숭(樊崇)의 적미군(赤眉軍)이 봉기하였을 무렵, 여모는 병으로 사망하였고 그 무리들은 적미군과 청독군(靑犢軍), 동마군(銅馬軍) 등에 나뉘어 들어갔다.

## 출전
- 범엽, 《후한서》 권11 유현유분자열전 중 유분자전

## 같이 보기
- 번숭
- 적미의 난